# Алексеев (песня)
«Алексеев» — песня группы «Центр» из альбомов 1987 года «Русские в своей компании» и 1989 года «Сделано в Париже» (куда вошла десятым треком; также вошла в сборник «Легенды русского рока»), представляющая собой перечисление людей с распространенной русской фамилией Алексеев, но разными именами и отчествами и профессиями — всего двадцать Алексеевых (Алексеев-доктор, Алексеев-инженер, агроном, солдат, коммунист и так далее). Подобным анкетным перечислением лидер группы Василий Шумов пользовался неоднократно (например, в песнях «Только 17 в Год» и «Поиск Истины»). Песня исполняется автором и в 2000-е годы и продолжает освещаться прессой. Так, одна из заметок иронически отмечает, что «Василий Шумов внёс вклад в перепись населения, перечислив всех Алексеевых».
В связи с этой песней Василий Шумов объявляет регулярные акции, вроде бесплатной раздачи дисков с его автографом всем пришедшим на его концерты Алексеевым.
«Алексеев» прозвучал в фильме «Одна любовь на миллион», где под эту песню уплывает взорванная баржа.

## Канонический список Алексеевых
Следующий список Алексеевых перечислен в варианте песни, включённом в альбом «Сделано в Париже»:

1. Алексеев, Николай Петрович — доктор
2. Алексеев, Фёдор Степанович — инженер
3. Алексеев, Сергей Иванович — агроном
4. Алексеев, Владимир Павлович — шофёр
5. Алексеев, Иван Кузьмич — дизайнер
6. Алексеев, Андрей Васильевич — министр
7. Алексеев, Георгий Игоревич — профессор
8. Алексеев, Аркадий Фёдорович — менеджер
9. Алексеев, Валерий Сергеевич — директор
10. Алексеев, Максим Григорьевич — генерал
11. Алексеев, Юрий Ильич — эмигрант
12. Алексеев, Александр Николаевич — политик
13. Алексеев, Степан Мефодьевич — металлист
14. Алексеев, Федор Владимирович — турист
15. Алексеев, Константин Борисович — детектив
16. Алексеев, Олег Анатольевич — спортсмен
17. Алексеев, Антон Васильевич — активист
18. Алексеев, Дмитрий Феликсович — космонавт
19. Алексеев, Алексей Алексеевич — солдат
20. Алексеев, Максим Павлович — коммунист

## Неканонический Алексеев
На концертах 2000-х годов Василий Шумов отошел от канонического текста 1980-х. Так, на концерте, состоявшемся 7 апреля 2007 в клубе «Икра»,

Запинаясь, он поздоровался и объявил, что если в зале находится кто-нибудь с фамилией Алексеев, то тот может бесплатно получить альбом группы. В зале таких не нашлось, и артист начал петь.

Первая композиция «Алексеев» была исполнена под электронную музыку, где механическим голосом Василий Шумов перечислял всевозможных Алексеевых и их вид деятельности, например, «Алексеев Иван Петрович — голодный» или «Алексеев Андрей Михайлович — киллер». Тот же текст, по сравнению с каноническим вариантом подвергшийся редактуре, можно было увидеть за спиной исполнителя — на плазменном экране шли титры. … Песня закончилась, когда артист перечислил около 50 Алексеевых.
Новая версия песни включена в альбом «Содержание» (CD. «Союз-мьюзик», 2010.) В рецензии на этот альбом Владимир Преображенский пишет:

Финал компиляции — старенькая песня «Центра», именуемая «Алексеев» и являющая собой каталог имен людей с одинаковой фамилией. Шумов обновил текст — периодически дикторским голосом напоминается, что это « опубликованный журналом Forbes список примерно 149 млн самых бедных людей России». Но вот только «министр» сюда как-то не вписывается — отнюдь не бедные эти граждане у нас. Равно как и политики.
Перед записью этой версии Василий Шумов объявил конкурс, призвав своих слушателей присылать ему «названия профессий/должностей которые появились в последние годы и которые звучат как новояз».

## Оценка критиками
«Алексеев» получил высокую оценку в монографии критика и философа Евгения Головина «Сентиментальное бешенство Рок-н-ролла». Головин называет песню «сногшибательной композицией», отмечает «упоение, опьянение (в хорошем, трезвом смысле слова) наглядной, очевидной, однозначной документальностью советской жизни». Манера исполнения песен, подобных «Алексееву», напоминает Головину фотографии с доски почета. Он относит подобные композиции, воспевающие «владетельную объективность», к жанру «конкретной песни». В то же время Головин признает, что, возможно, и «слишком усложнил дело, нагрузив на простого парня — Василия Шумова — экзистенциально-метафизический рюкзак», и «песни типа „Алексеев“ или „Времена года“ объясняются либо оригинальничаньем, либо мимолетным влиянием чокнутых интеллигентов».